# ゲーラ市電
ゲーラ市電（ドイツ語: Straßenbahn Gera）は、ドイツの都市・ゲーラ市内に存在する路面電車。1892年に開通した、現存するドイツの路面電車（電化路面鉄道）で2番目に長い歴史を有する路線で、2021年現在はゲーラ運輸・輸送公社（Verkehrs- und Betriebsgesellschaft Gera mbH、GVB）によって運営されている。

## 歴史

### 第二次世界大戦まで
19世紀末、ゲーラ市内は人口が急増し、旅客輸送の需要が大幅に高まっていた。それを踏まえて1880年から市内に軌道交通を建設する計画が立ち上がり、当初は馬車鉄道を敷設する予定であったが、当時はより速度や安全性、衛生面で有利であった路面電車が注目を集めていた時代であり、ゲーラ市も1891年に路面電車に加えて発電所の建設、街灯の設置といった都市の電化を実施するための子会社となる企業を設立した。そして1892年2月22日、ドイツにおける2番目の路面電車が営業運転を開始した。
開通当初こそ利用客が伸び悩んだが、20世紀初頭以降は経済情勢の改善に合わせて増加の傾向を見せ、発電所の増設などの対応が行われた。また、運営組織についても再編が行われ、発電部門と路面電車運営部門が別企業となった。しかし、第一次世界大戦の勃発やその後の深刻なインフレーションの影響で経営状態は悪化し、1923年には一時運行を停止する事態となった。情勢が落ち着き運行が再開されて以降は利便性の向上を目的とした整備や一部区間の延伸が実施されたが、1935年以降路線バスの運行開始に伴い一部区間の廃止が実施された。そして、第二次世界大戦末期、1945年4月6日の空襲によりゲーラ市内は深刻な打撃を受け、路面電車も一時運行を休止する事態となった。再度運行が開始されたのは終戦後の6月以降となった。

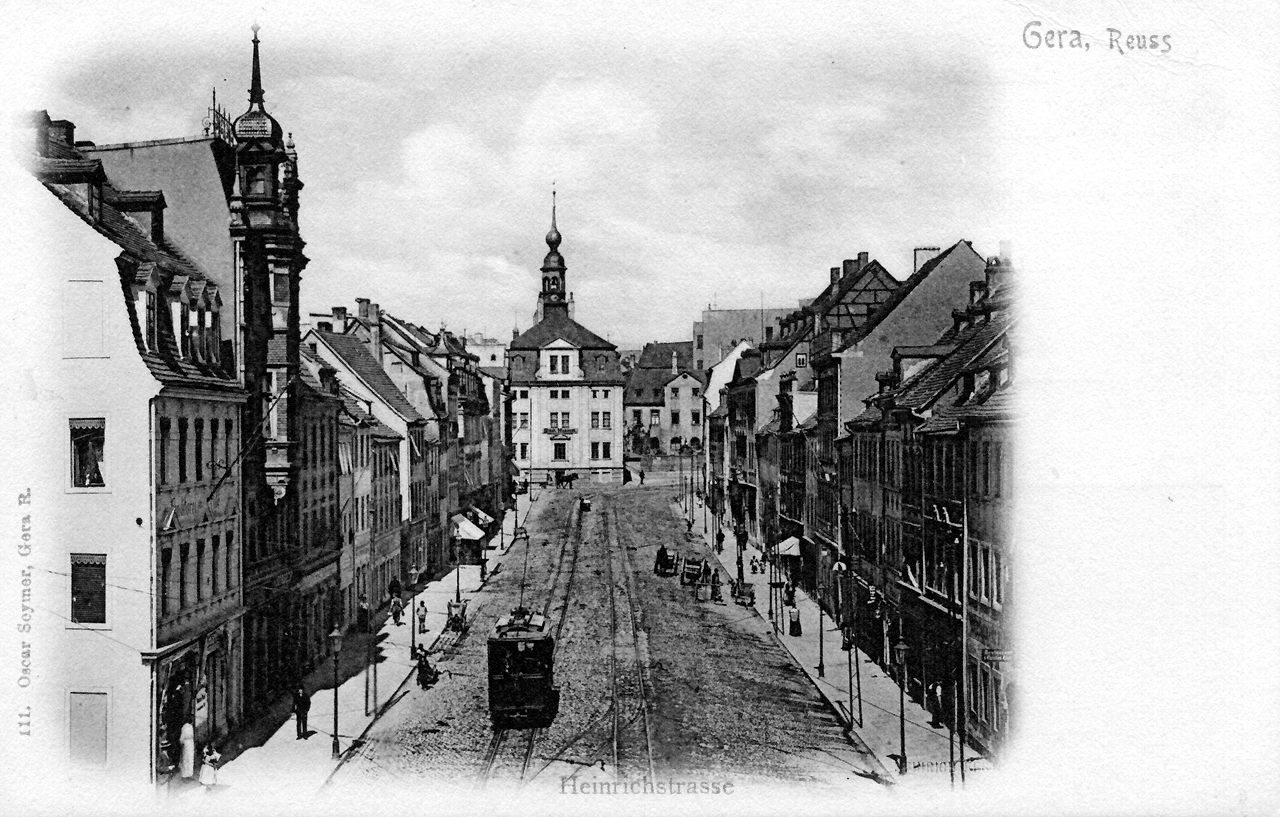
1900年代初頭のゲーラ市電

### 東ドイツ時代
東ドイツの都市となったゲーラ市内における、路面電車を含めた公共交通機関は、幾度かの再編を経て1962年以降人民公社のゲーラ県交通公社（VEB (K) Verkehrsbetriebe der Stadt Gera）によって運営された。同時期のゲーラでは郊外の開発が盛んに行われ、他の交通機関と共に路面電車についても1956年以降積極的な延伸が実施された。また、1960年までに各系統の終点にループ線が設置され、連結運転時の機回しが不要となり効率的な運用が可能となった。1968年には一部区間が路線バスに置き換えられ、1系統のみの運行になったものの、1970年代には再度延伸が続き、1982年以降は2路線・3系統による運行となった。また運営組織についても、同年以降国営ゲーラ複合組織（Volkseigene (VE) Verkehrskombinat Gera）の傘下であるゲーラ都市輸送公社（VEB Städtischer Nahverkehr Gera）に転換されている。
車両については長年2軸車が主力車両として使用されていたが、1979年からはチェコスロバキア（現：チェコ）のČKDタトラが開発した2車体連接車のKT4Dの導入が開始され、1990年10月までに2軸車は営業運転から撤退した。

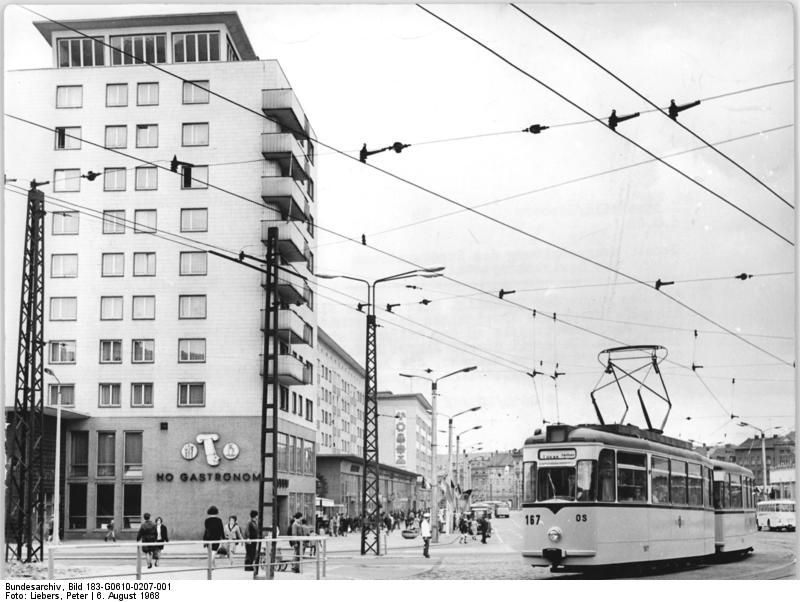
東ドイツ時代のゲーラ市電（1968年撮影）
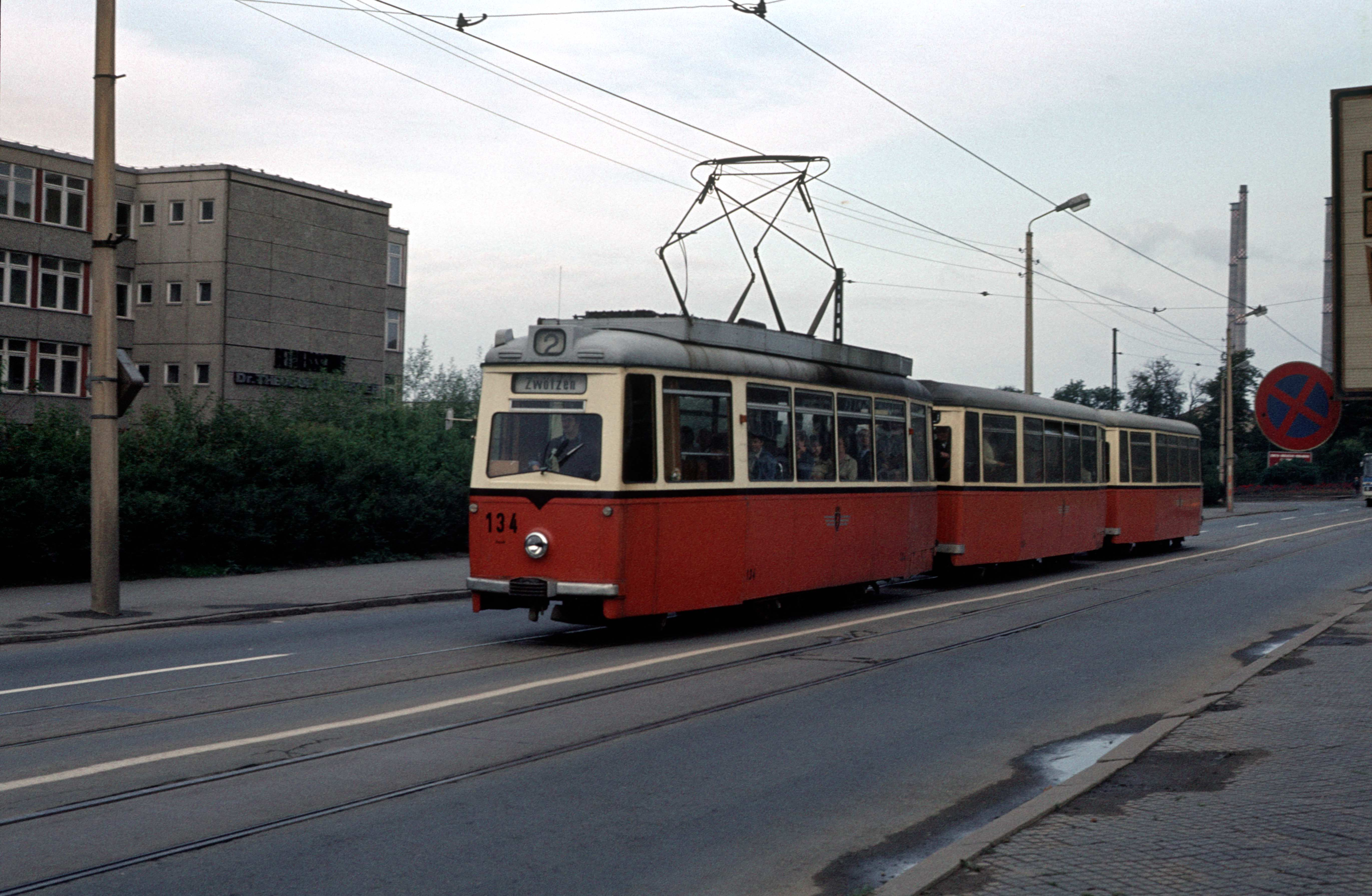
1980年代初頭の2軸車（1980年撮影）
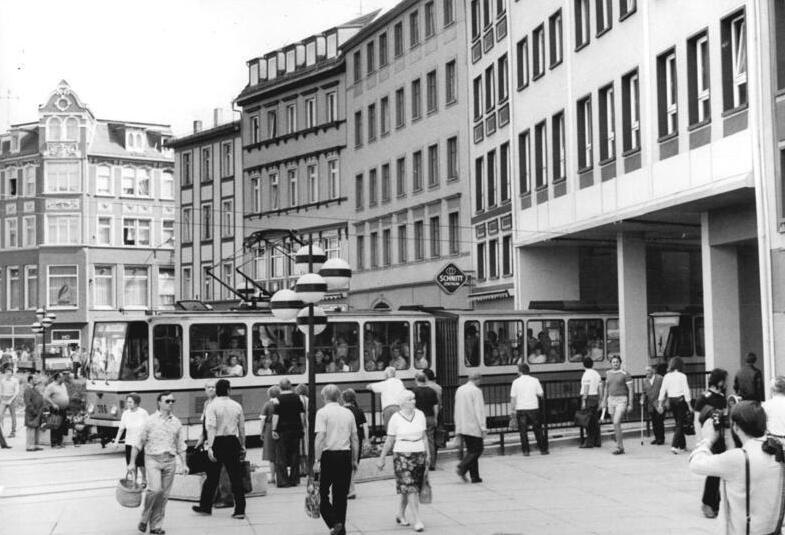
KT4Dは1979年から営業運転を開始した（1984年撮影）

### ドイツ再統一後
ドイツ再統一後、ゲーラ市内の公共交通機関は積極的な近代化が実施されており、1990年代には路線バスと共用する車庫の新設、ダイヤの見直し、一部電停の改装などが行われ、2000年代からは路線網の拡張プロジェクトが実行に移され、2006年11月3日に全長6 kmの路線が開通した。この延伸は、2007年に開催された連邦庭園見本市に向けての大規模なインフラの整備の一環として実施されたものである。また既存の路線も専用軌道（緑化軌道）化、停留所の改築などライトレール化に向けた整備が継続して行われている。更に、車両についても1999年から新型車両の導入や既存の車両の改造による超低床電車の増備によるバリアフリー化が積極的に進められている。
運営組織については1990年以降ゲーラ市が所有する有限会社であるゲーラ交通会社（Geraer Verkehrsbetrieb GmbH）による管理が実施されていたが、同組織が破産した事に伴い設立されたゲーラ運輸・輸送公社への移管が2015年に決定し、翌2016年以降はゲーラ運輸・輸送公社が管理を行っている。

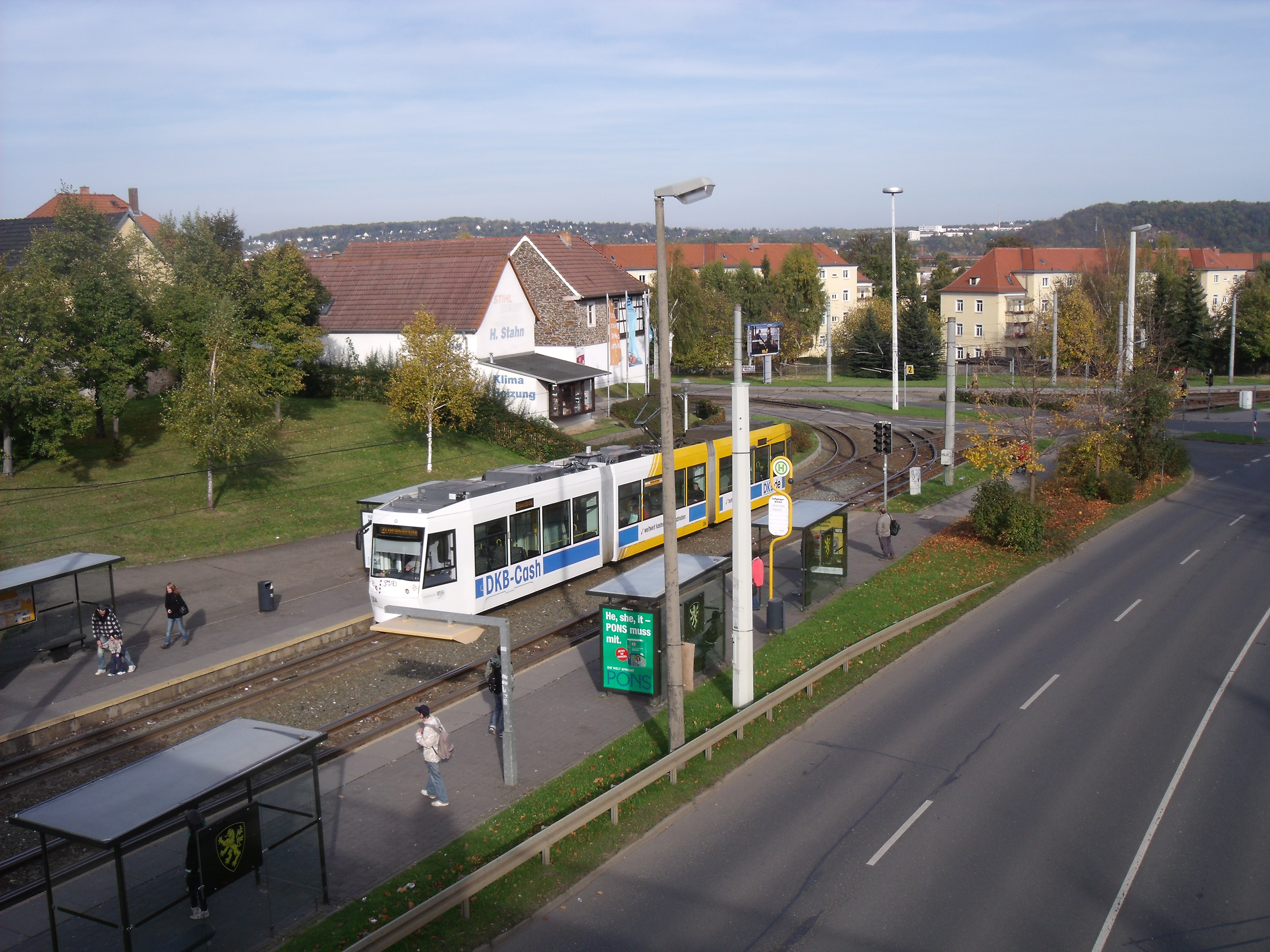
超低床電車のMGT8G（2010年撮影）
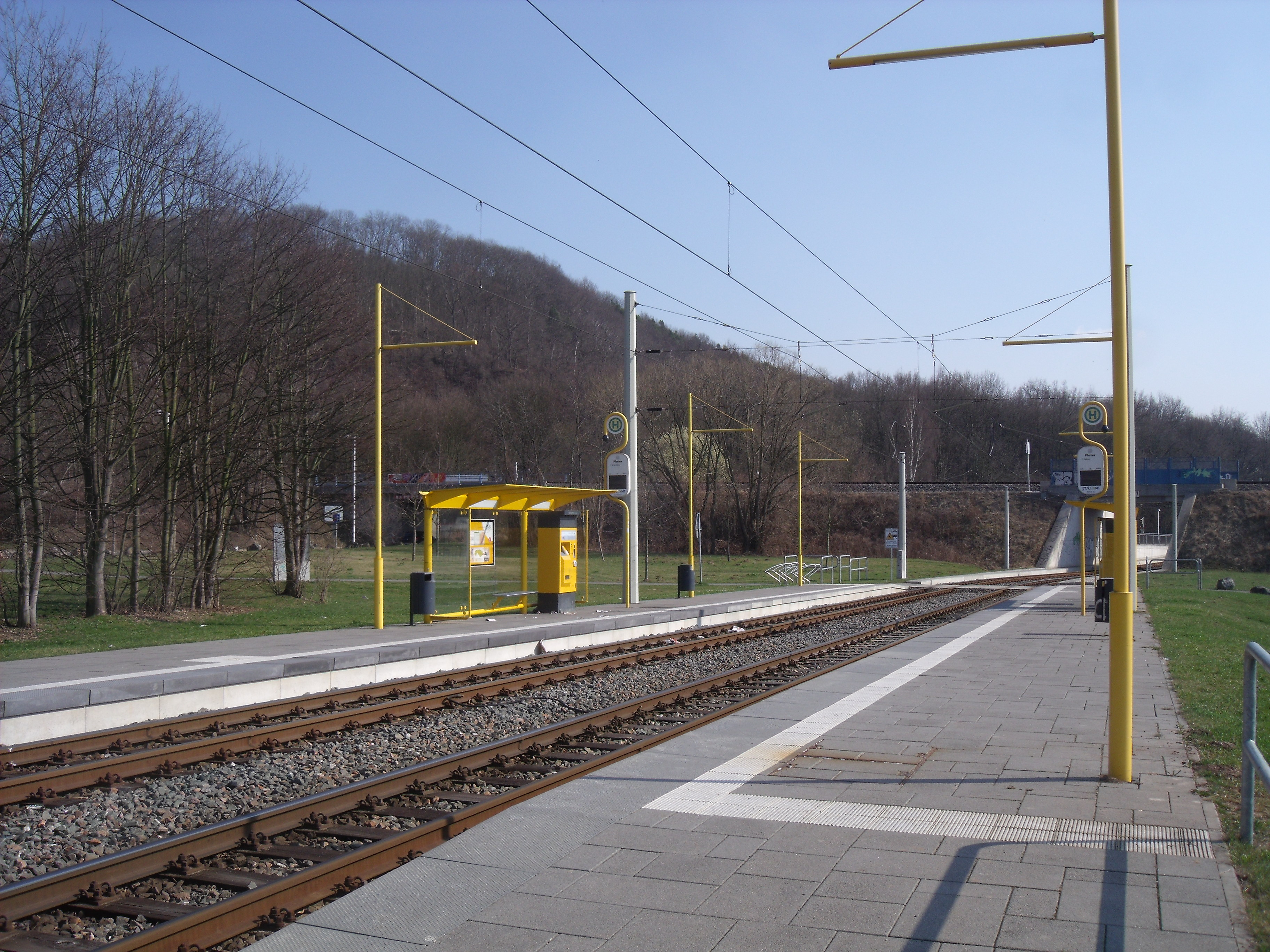
2006年に開通した1号線のPforten電停（2012年撮影）

## 運行
2006年に実施された延伸以降、ゲーラ市電は以下の3系統が運行している。基本運賃は路線バスと共に2.2ユーロ（片道、60分以内）で、1回の運賃が割引される4回券（7.9ユーロ）、旅行客向けの1日券（5.5ユーロ）等も発行されている。
| 系統番号 | 経路                                                         | 備考・参考                                      |
| -------- | ------------------------------------------------------------ | ----------------------------------------------- |
| 1        | Untermhaus - Hauptbahnhof/Theater - Heinrichstraße - Zwötzen | 一部列車はHeinrichstraße電停から3号線として運行 |
| 2        | Bahnhof Zwötzen - Lusan/Zeulsdorf                            | [ 17 ]                                          |
| 3        | Bieblach-Ost - Heinrichstraße - Lusan/Brüte                  | Lusan/Brüte方面は平日の一部列車のみ運行         |
| 3        | Bieblach-Ost - Heinrichstraße - Lusan/Zeusdorf               | Lusan/Brüte方面は平日の一部列車のみ運行         |

## 車両
2023年現在、ゲーラ市電の定期運転に使用されているのはKT4D、KTNF8、MGT8Gの3形式である。これらに加えてゲーラ市電では2軸車を始めとした動態保存車両が複数在籍しており、イベントや団体輸送などに用いられている。

### KT4D

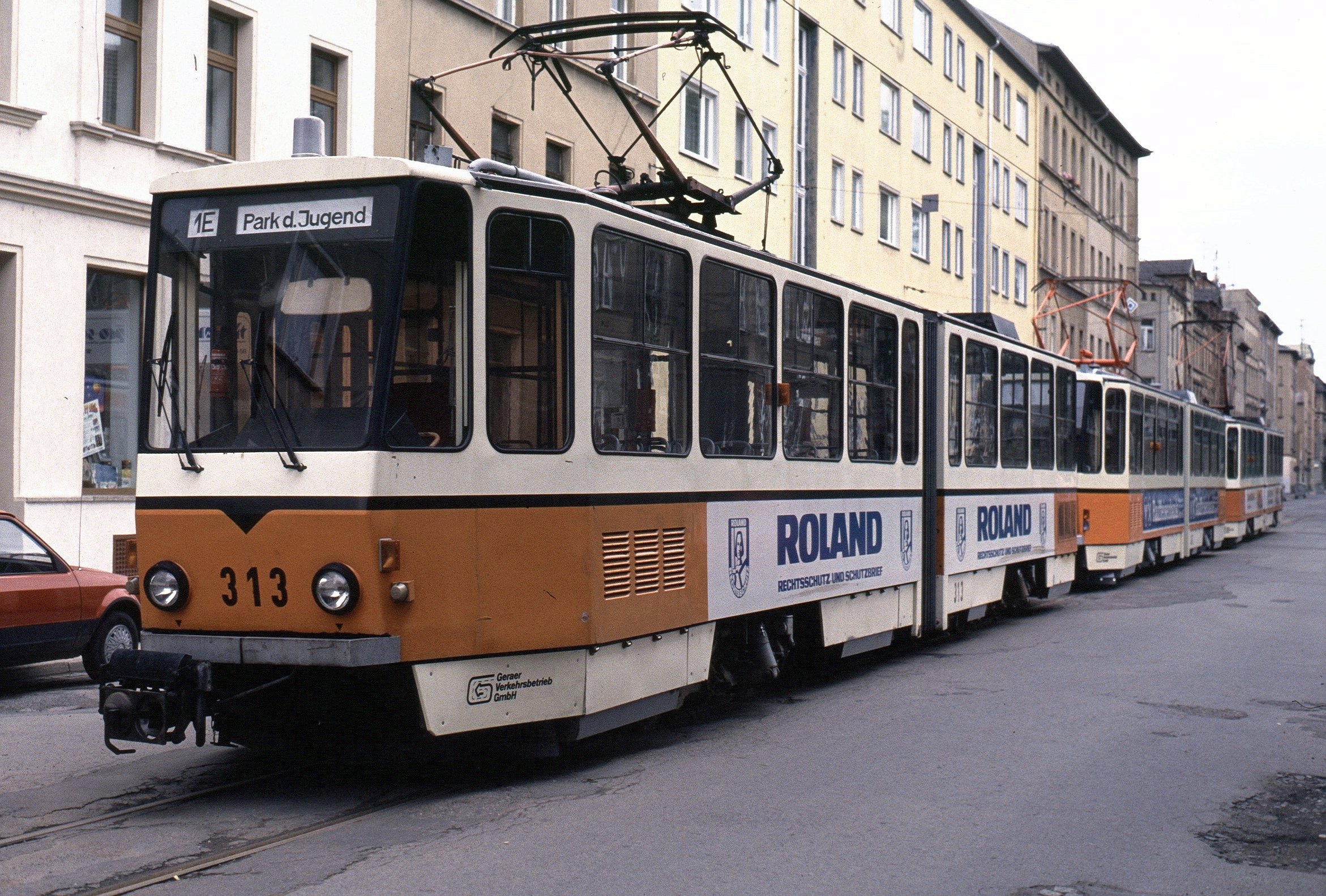
KT4D（1993年撮影）

チェコスロバキア（現：チェコ）のČKDタトラで開発された小型2車体連接車。ゲーラ市電には1979年から1990年にかけて63両が導入され、長年使用されていた2軸車を置き換えた。2021年現在は21両が営業用に在籍しているが、これらは1994年から1995年にかけてČKDタトラやベルリンのRaw Sw社で更新工事が実施されたもので、車内内張の交換、乗降扉のプラグドアへの変更、座席の修理に加え、一部車両は制御方式が従来の抵抗制御からチョッパ制御に変更されている。一方、1983年に製造された1両（320）については原形のまま残され、動態保存車両として在籍する。

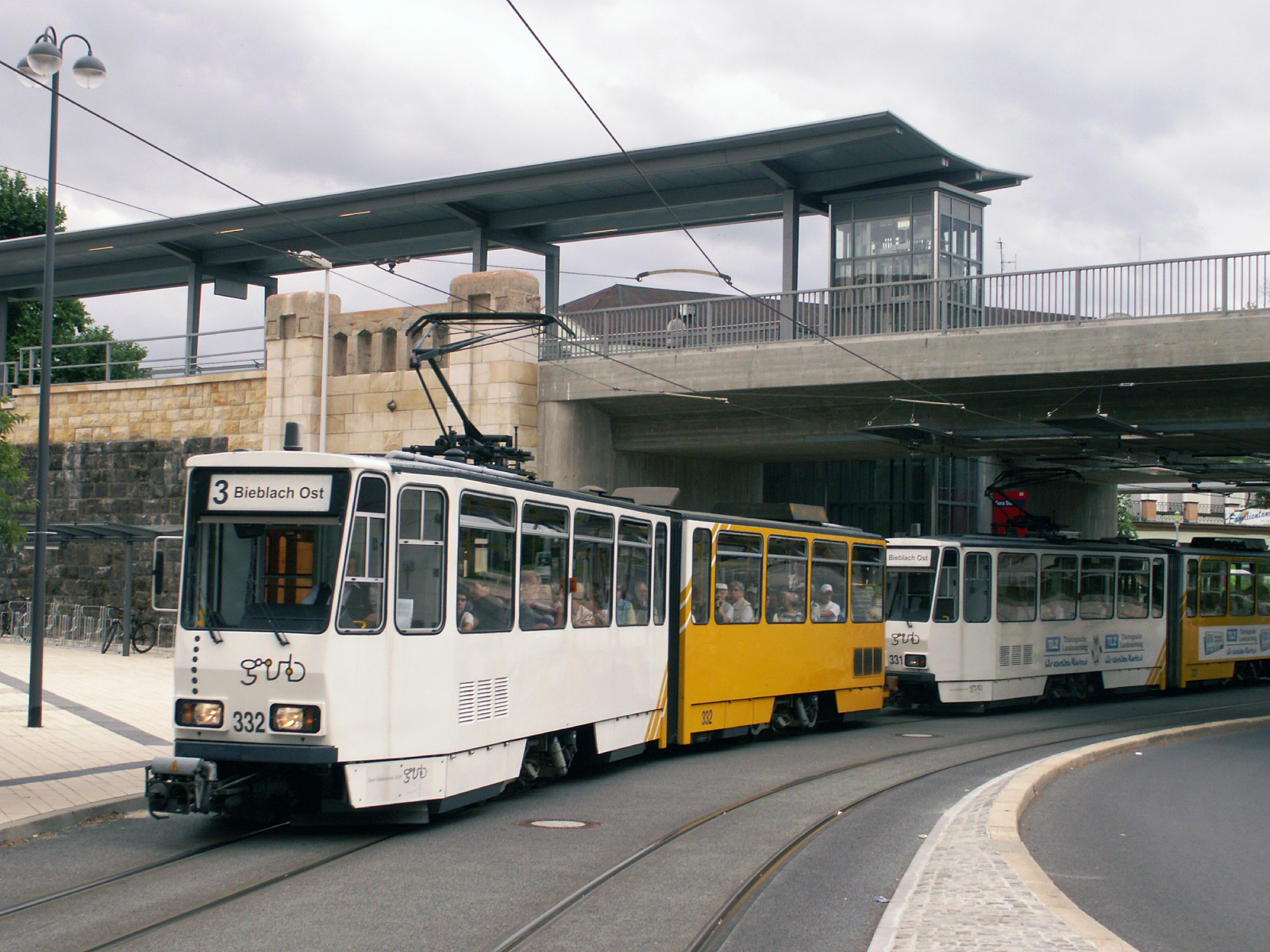
更新車両（2007年撮影）

| 主要諸元    | 主要諸元 | 主要諸元 | 主要諸元 | 主要諸元 | 主要諸元 | 主要諸元 | 主要諸元 | 主要諸元 | 主要諸元 |
| 編成        | 運転台   | 全長     | 全幅     | 全高     | 重量     | 定員     | 定員     | 出力     | 備考     |
| 編成        | 運転台   | 全長     | 全幅     | 全高     | 重量     | 着席     | 立席     | 出力     | 備考     |
| ----------- | -------- | -------- | -------- | -------- | -------- | -------- | -------- | -------- | -------- |
| 2車体連接車 | 片運転台 | 19,000mm | 2,200mm  | 3,400mm  | 20.0t    | 35人     | 71人     | 160kw    |          |

### KTNF8

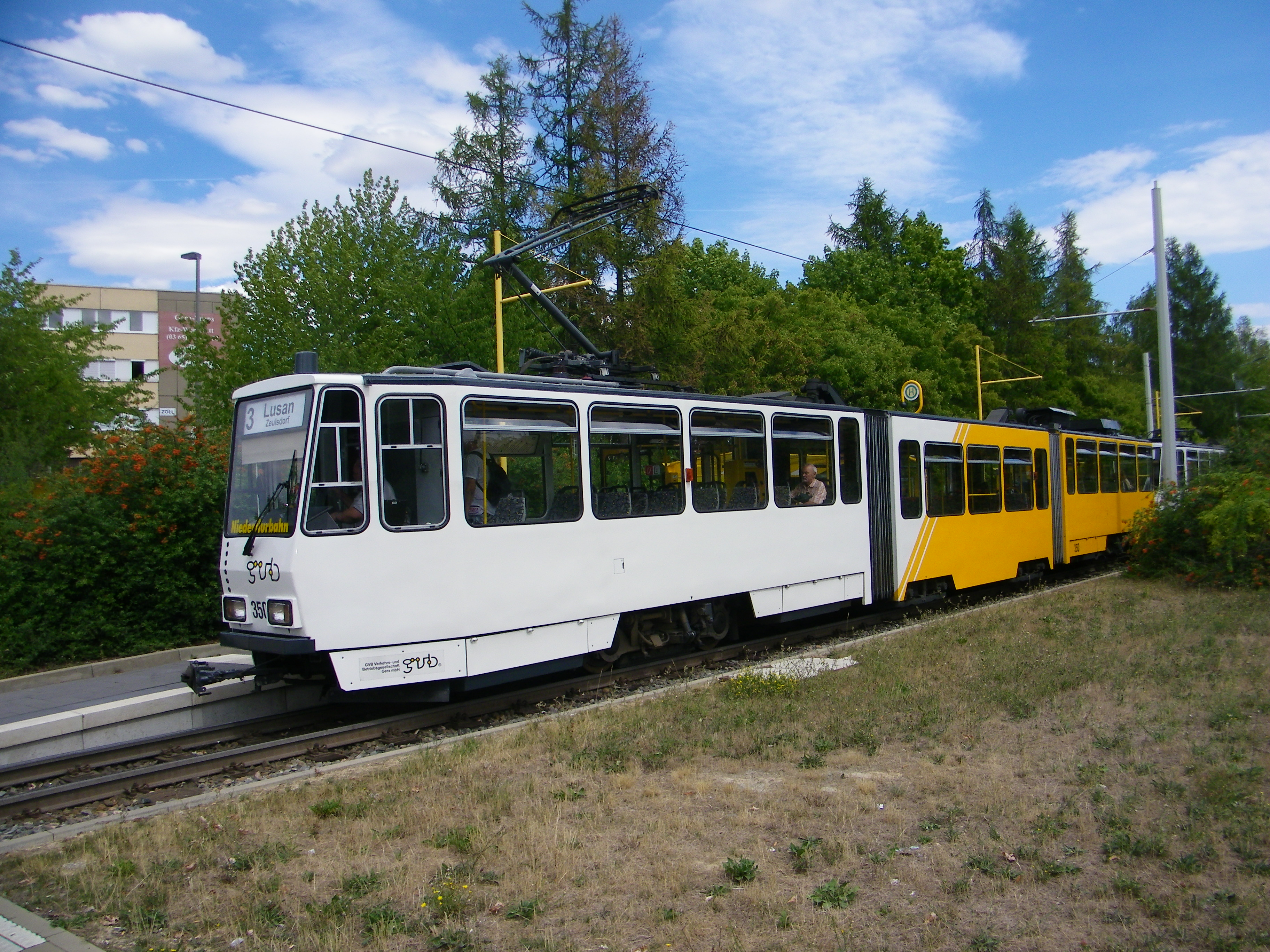
KTNF8（2018年撮影）

KT4Dの中間に低床構造の中間車体を組み込んだ3車体連接車。直径410 mmの小径車輪を用いたボギー台車を用いる事で床上高さを360 mmに抑えており、車内全体の低床率は30 %である。1999年から2003年にかけて6両が改造を受け、初期の2両はČKDタトラ、後期の4両はボンバルディア・トランスポーテーションが工事を実施している。
| 主要諸元    | 主要諸元 | 主要諸元 | 主要諸元 | 主要諸元 | 主要諸元 | 主要諸元 | 主要諸元 | 主要諸元 | 主要諸元   |
| 編成        | 運転台   | 全長     | 全幅     | 全高     | 重量     | 定員     | 定員     | 出力     | 備考       |
| 編成        | 運転台   | 全長     | 全幅     | 全高     | 重量     | 着席     | 立席     | 出力     | 備考       |
| ----------- | -------- | -------- | -------- | -------- | -------- | -------- | -------- | -------- | ---------- |
| 3車体連接車 | 片運転台 | 26,550mm | 2,200mm  | 3,400mm  | 29.3t    | 58人     | 95人     | 216kw    | 低床率30 % |

### MGT8G

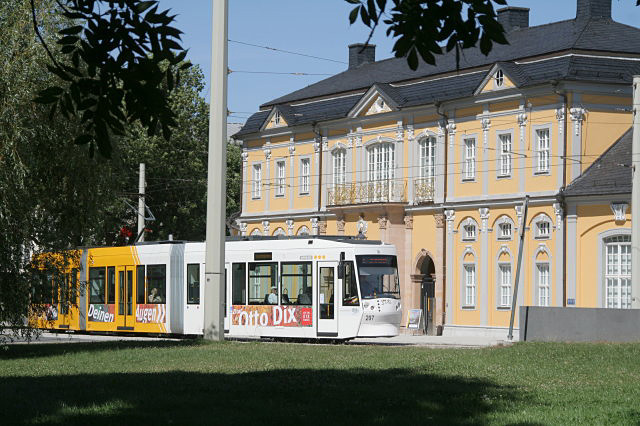
MGT8G（2008年撮影）

リンケ＝ホフマンが開発し、同社吸収後はアルストムが展開を行った3車体連接車。主電動機が搭載された両端のボギー台車の箇所を除いた車内全体の70 %の床上高さが低い部分超低床電車である。2006年から2008年にかけて12両が導入され、一部車両にはゲーラの歴史に関わった人物の名前が付けられている。
| 主要諸元    | 主要諸元 | 主要諸元 | 主要諸元 | 主要諸元 | 主要諸元 | 主要諸元 | 主要諸元 | 主要諸元 | 主要諸元   |
| 編成        | 運転台   | 全長     | 全幅     | 全高     | 重量     | 定員     | 定員     | 出力     | 備考       |
| 編成        | 運転台   | 全長     | 全幅     | 全高     | 重量     | 着席     | 立席     | 出力     | 備考       |
| ----------- | -------- | -------- | -------- | -------- | -------- | -------- | -------- | -------- | ---------- |
| 3車体連接車 | 片運転台 | 27,500mm | 2,400mm  | 3,400mm  | 34.0t    | 76人     | 78人     | 380kw    | 低床率70 % |

### ティナ
シュタッドラー・レールが各地の路面電車路線へ向けて展開する超低床電車。2023年12月に、ゲーラ運輸・輸送公社はシュタッドラーとの間に5車体連接車・6両を導入する契約を交わしており、2026年以降KT4Dの一部を置き換える形で製造が行われる。また、契約上3両の追加発注も可能となっている。

### 動態保存車両

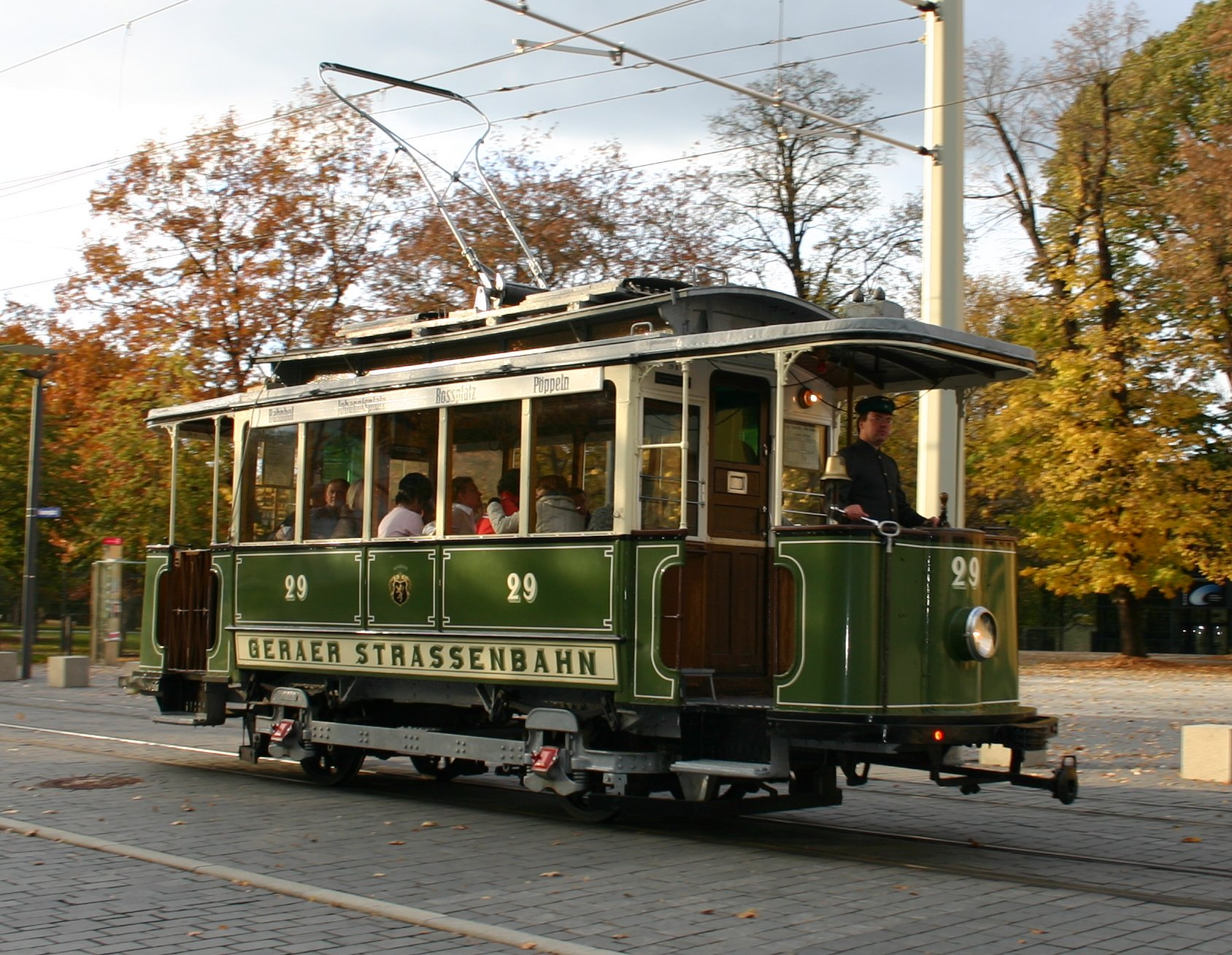
29（1905年製） （2007年撮影）
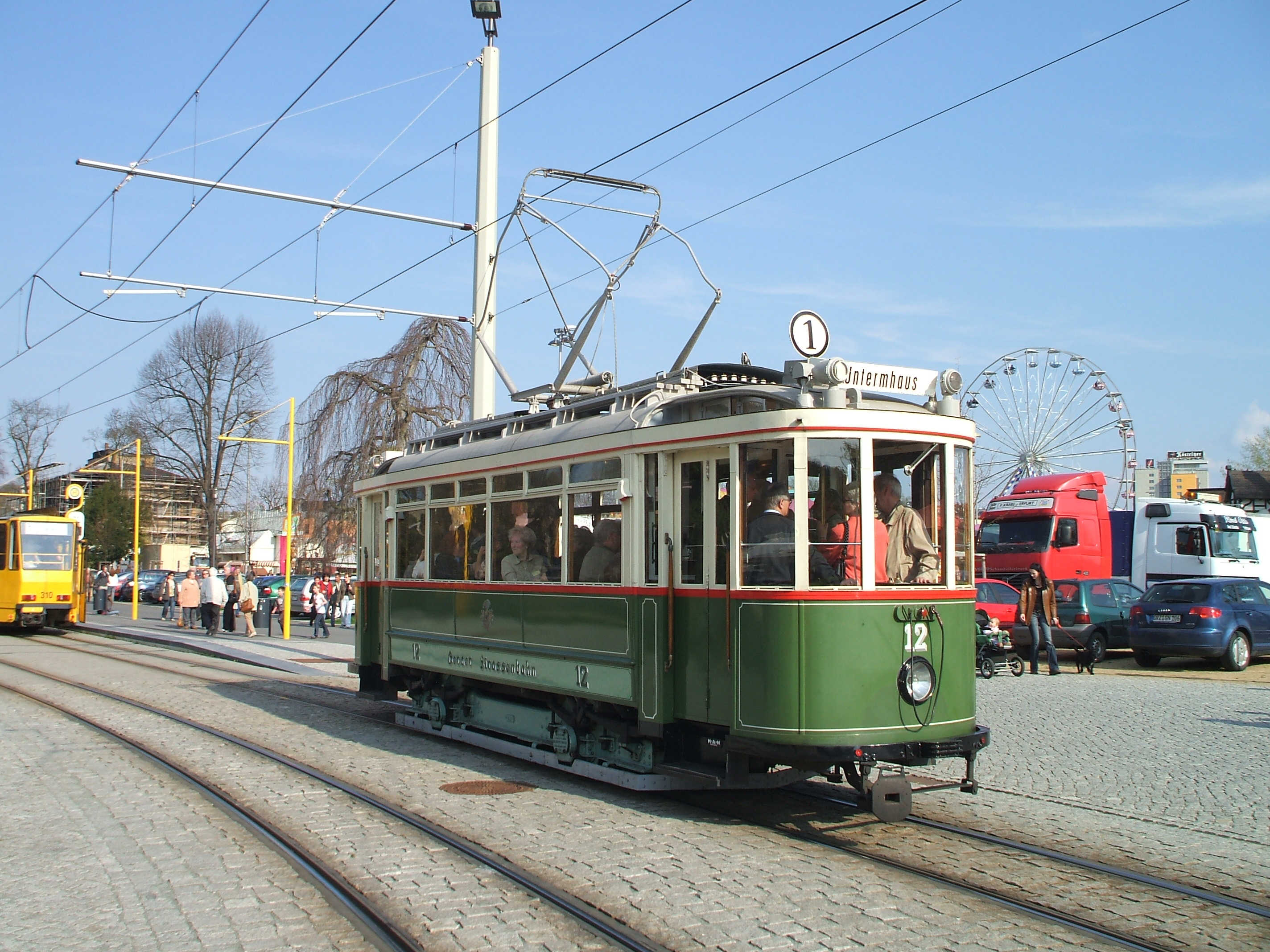
12（1928年製） （2008年撮影）
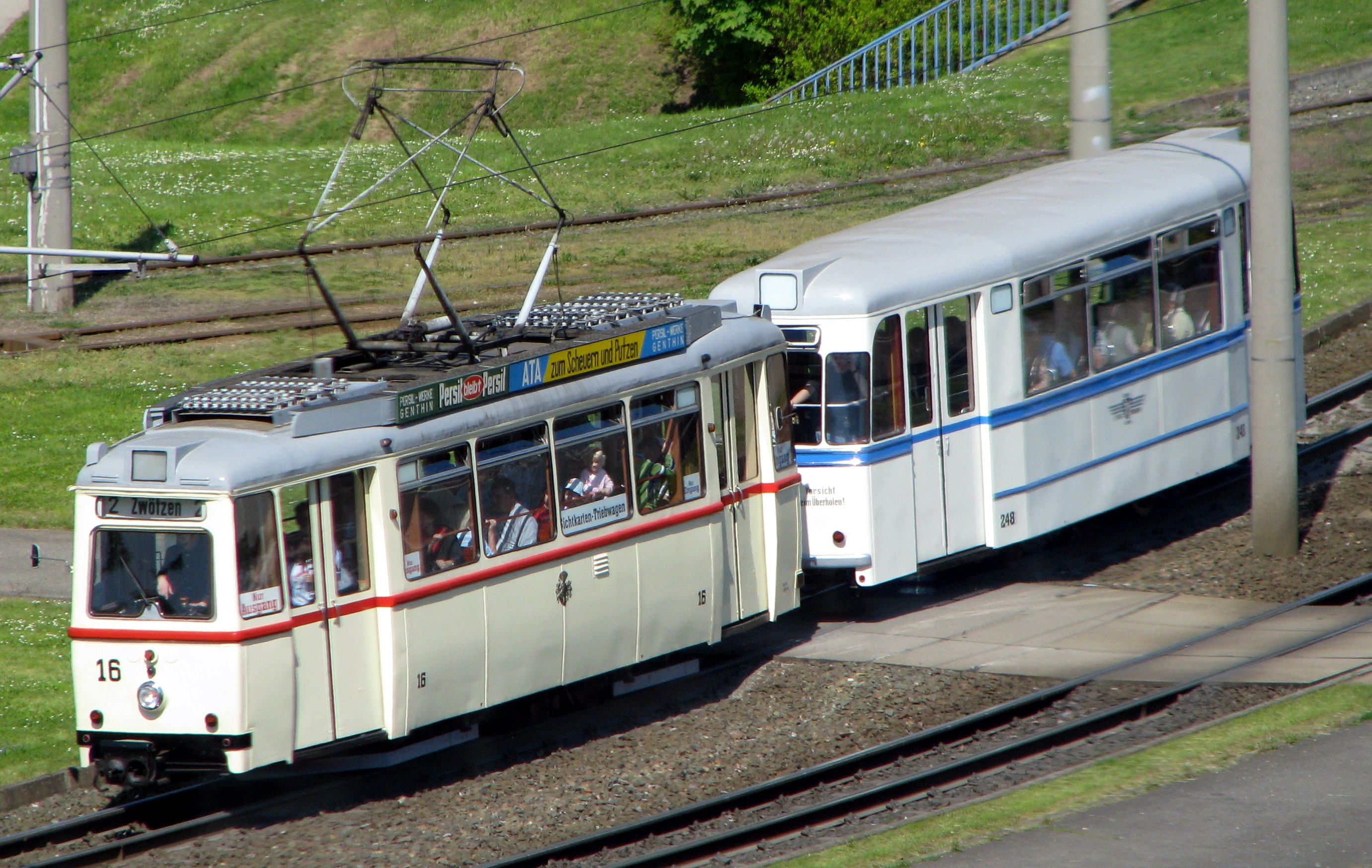
左：16（1955年製） 右：248（1959年製） （2009年撮影）
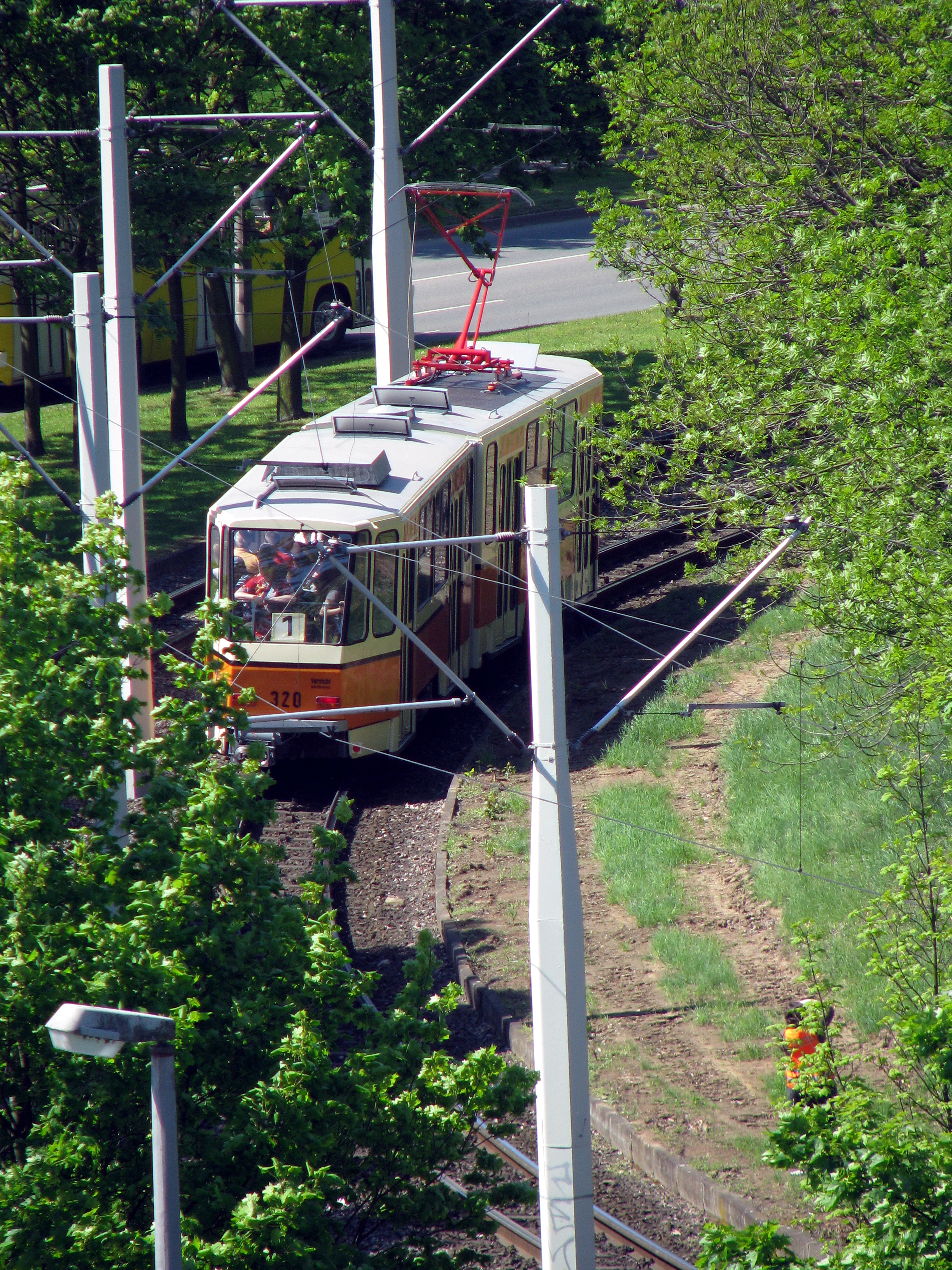
320（1983年製） （2009年撮影）